# لی مرنینگ
لی مرنینگ (به انگلیسی: Leigh Marning) ژیمناست زادهٔ ۸ فوریهٔ ۱۹۷۹ میلادی اهل کشور استرالیا است.